# Reginald Vachon
Reginald Irenee Vachon (Norfolk, Virgínia, 29 de janeiro de 1937) é um engenheiro mecânico, empresário, advogado e inventor estadunidense, ex-presidente da Sociedade dos Engenheiros Mecânicos dos Estados Unidos.
Filho de Rene Albert Vachon e Regina (Galvin) Radcliffe Vachon. Frequentou a Academia Naval dos Estados Unidos em 1954-1955. Continuou os estudos na Universidade de Auburn, onde obteve o bacharelado em engenharia mecânica em 1958 e um MSc em ciência nuclear em 1960.
Vachon prosseguiu seus estudos na Oklahoma State University–Stillwater, onde obteve um Ph.D. em engenharia mecânica em 1963. Em 1969 obteve também um bacharelado em direito na Thomas Goode Jones School of Law. Nesta época Vachon iniciou sua carreira acadêmica na Universidade de Auburn em 1958 como pesquisador assistente, tornando-se pesquisador associado em 1963 e professor associado de 1963 a 1978.
Foi presidente da Sociedade dos Engenheiros Mecânicos dos Estados Unidos em 2003-2004.

## Publicações selecionadas
Artigos selecionados
- Fong, J. T., Ranson, W. F., Vachon, R. I., & Marcal, P. V. (2008, January). Structural Aging Monitoring via Web-Based Nondestructive Evaluation (NDE) Technology. In ASME 2008 Pressure Vessels and Piping Conference (pp. 1565-1613). American Society of Mechanical Engineers.

Patentes selecionadas
- Vachon, Reginald I. "Apparatus and method for determining stress and strain in pipes, pressure vessels, structural members and other deformable bodies." U.S. Patent No. 4,591,996. 27 May 1986.
- Vachon, Reginald I., and William F. Ranson. "Apparatus and method for determining the stress and strain in pipes, pressure vessels, structural members and other deformable bodies." U.S. Patent No. 5,065,331. 12 Nov. 1991.
- Vachon, Reginald I. "Finite element analysis fatigue gage." U.S. Patent No. 6,874,370. 5 Apr. 2005.